# GNA13
GNA13, Guanin nukleotid-vezujući protein alfa 13 je protein koji je kod ljudi kodiran GNA13 genom.

## Interactions
Za GNA12 je bilo pokazano da interaguje sa ARHGEF1, AKAP3, RIC8A, Radixin i ARHGEF12.

## Literatura
- Ruppel KM; Willison D; Kataoka H; Wang A; Zheng YW; Cornelissen I; Liya Yin; Xu SM & Coughlin SR (2005). „Essential role for Galpha 13 in endothelial cells during embryonic development.”. Proc. Natl. Acad. Sci. U.S.A. 102 (22): 8281—8286. PMC 1149452 . PMID 15919816. doi:10.1073/pnas.0503326102.
- Downes GB, Gautam N (2000). „The G protein subunit gene families.”. Genomics. 62 (3): 544—52. PMID 10644457. doi:10.1006/geno.1999.5992.
- Offermanns S, Laugwitz KL, Spicher K, Schultz G (1994). „G proteins of the G12 family are activated via thromboxane A2 and thrombin receptors in human platelets.”. Proc. Natl. Acad. Sci. U.S.A. 91 (2): 504—8. PMC 42977 . PMID 8290554. doi:10.1073/pnas.91.2.504.
- Laugwitz KL; Allgeier A; Offermanns S;  . (1996). „The human thyrotropin receptor: a heptahelical receptor capable of stimulating members of all four G protein families.”. Proc. Natl. Acad. Sci. U.S.A. 93 (1): 116—20. PMC 40189 . PMID 8552586. doi:10.1073/pnas.93.1.116.
- Offermanns S, Hu YH, Simon MI (1996). „Galpha12 and galpha13 are phosphorylated during platelet activation.”. J. Biol. Chem. 271 (42): 26044—8. PMID 8824244. doi:10.1074/jbc.271.42.26044.
- Offermanns S, Mancino V, Revel JP, Simon MI (1997). „Vascular system defects and impaired cell chemokinesis as a result of Galpha13 deficiency.”. Science. 275 (5299): 533—6. PMID 8999798. doi:10.1126/science.275.5299.533.
- Macrez-Leprêtre N; Kalkbrenner F; Morel JL;  . (1997). „G protein heterotrimer Galpha13beta1gamma3 couples the angiotensin AT1A receptor to increases in cytoplasmic Ca2+ in rat portal vein myocytes.”. J. Biol. Chem. 272 (15): 10095—102. PMID 9092554. doi:10.1074/jbc.272.15.10095.
- Hart MJ; Jiang X; Kozasa T;  . (1998). „Direct stimulation of the guanine nucleotide exchange activity of p115 RhoGEF by Galpha13.”. Science. 280 (5372): 2112—4. PMID 9641916. doi:10.1126/science.280.5372.2112.
- Fukuhara S; Murga C; Zohar M;  . (1999). „A novel PDZ domain containing guanine nucleotide exchange factor links heterotrimeric G proteins to Rho.”. J. Biol. Chem. 274 (9): 5868—79. PMID 10026210. doi:10.1074/jbc.274.9.5868.
- Becker KP, Garnovskaya M, Gettys T, Halushka PV (1999). „Coupling of thromboxane A2 receptor isoforms to Galpha13: effects on ligand binding and signalling.”. Biochim. Biophys. Acta. 1450 (3): 288—96. PMID 10395940. doi:10.1016/S0167-4889(99)00068-3.
- Windh RT; Lee MJ; Hla T;  . (1999). „Differential coupling of the sphingosine 1-phosphate receptors Edg-1, Edg-3, and H218/Edg-5 to the G(i), G(q), and G(12) families of heterotrimeric G proteins.”. J. Biol. Chem. 274 (39): 27351—8. PMID 10488065. doi:10.1074/jbc.274.39.27351.
- Brydon L; Roka F; Petit L;  . (2000). „Dual signaling of human Mel1a melatonin receptors via G(i2), G(i3), and G(q/11) proteins.”. Mol. Endocrinol. 13 (12): 2025—38. PMID 10598579. doi:10.1210/me.13.12.2025.
- Bhattacharyya R, Wedegaertner PB (2000). „Galpha 13 requires palmitoylation for plasma membrane localization, Rho-dependent signaling, and promotion of p115-RhoGEF membrane binding.”. J. Biol. Chem. 275 (20): 14992—9. PMID 10747909. doi:10.1074/jbc.M000415200.
- Vaiskunaite R; Adarichev V; Furthmayr H;  . (2000). „Conformational activation of radixin by G13 protein alpha subunit.”. J. Biol. Chem. 275 (34): 26206—12. PMID 10816569. doi:10.1074/jbc.M001863200.
- Shi CS; Sinnarajah S; Cho H;  . (2000). „G13alpha-mediated PYK2 activation. PYK2 is a mediator of G13alpha -induced serum response element-dependent transcription.”. J. Biol. Chem. 275 (32): 24470—6. PMID 10821841. doi:10.1074/jbc.M908449199.
- Ponimaskin E; Behn H; Adarichev V;  . (2000). „Acylation of Galpha(13) is important for its interaction with thrombin receptor, transforming activity and actin stress fiber formation.”. FEBS Lett. 478 (1-2): 173—7. PMID 10922491. doi:10.1016/S0014-5793(00)01845-7.
- Jin S, Exton JH (2000). „Activation of RhoA by association of Galpha(13) with Dbl.”. Biochem. Biophys. Res. Commun. 277 (3): 718—21. PMID 11062019. doi:10.1006/bbrc.2000.3744.
- Fukuhara S, Chikumi H, Gutkind JS (2000). „Leukemia-associated Rho guanine nucleotide exchange factor (LARG) links heterotrimeric G proteins of the G(12) family to Rho.”. FEBS Lett. 485 (2-3): 183—8. PMID 11094164. doi:10.1016/S0014-5793(00)02224-9.
- Meigs TE, Fields TA, McKee DD, Casey PJ (2001). „Interaction of Galpha 12 and Galpha 13 with the cytoplasmic domain of cadherin provides a mechanism for beta -catenin release.”. Proc. Natl. Acad. Sci. U.S.A. 98 (2): 519—24. PMC 14619 . PMID 11136230. doi:10.1073/pnas.021350998.